# ホルヘ・エドゥアルド・コスティージャ・サンチェス
ホルヘ・エドゥアルド・コスティージャ・サンチェス（スペイン語: Jorge Eduardo Costilla Sánchez、1971年8月1日 - ）は、メキシコの麻薬カルテル「ガルフ・カルテル」の最高幹部。前職は警察官。
2012年9月12日、タマウリパス州タンピコでメキシコ海兵隊によって逮捕された。銃撃戦を伴わない無血逮捕だった。

## 関連
- メキシコ麻薬戦争